# 가무락조개
가무락조개는 백합과의 조개이다. 모시조개로도 부른다.